# 四氟化氙
四氟化氙（化学式：XeF4）是稀有气体氙的氟化物之一，是第一个发现的稀有气体二元化合物。

## 製造
- 首次制备的方法：由Xe与F2以1:2摩尔比反应得到。[3][4]该反应是放热反应，每摩尔反应放出251kJ的热量。[2]
- 放电合成法：将氙与氟按体积比1：2加入反应容器（温度需控制在-78℃），放电条件为1100V、31mA到2800V、12mA，反应历时3小时。电压不能太高否则氙与氟发生燃烧反应。为了主要获得四氟化氙，氟需要略微过量。

- 光化学合成法：在近紫外光照射下，氟与氙反应得到二氟化氙。它与氟混合在紫外线下继续照射可得四氟化氙。如果条件适当，该法纯度高，而且可以连续进行。

- 二氟化二氮氟化法：在200℃以下将二氟化二氮与氙共热，主要得到四氟化氙。该法可以避免使用危险且难以制备的氟单质。

- 高能辐射合成法：用60Co产生的γ射线或1.5MeV的电子流照射氙与氟的混合物。[5]

## 物理性质
四氟化氙是一种无色固体，室温下易升华。四氟化氙微溶于无水氟化氢，但并不电离。它不溶于全氟庚烷中，但可溶于NOF·3HF。

## 结构
1963年核磁共振谱与X射线晶体学数据显示其四氟化氙的空间构型为平面正方形。四氟化氙为体心单斜晶系，X射线衍射法和中子衍射法测得Xe-F键键长约为190pm。

## 化学性质
四氟化氙在室温下稳定，可以长期储存在镍制容器中，如果去除水和氟化氢也可保存在玻璃容器中。
- 它能被氢气还原，该反应可用于分析鉴定：

{\displaystyle {\rm {\ XeF_{4}+2H_{2}{\xrightarrow {403K}}Xe+4HF}}}
- 它与水强烈反应歧化，不需要酸性或碱性介质：

{\displaystyle {\rm {\ 6XeF_{4}+12H_{2}O\rightarrow 2XeO_{3}+4Xe\uparrow +3O_{2}\uparrow +24HF}}}
这个反应机理很复杂，Xe（IV）先发生歧化反应得到Xe（0）和Xe（VI），然后分别氧化水并放出氧气。
- 可被氙还原成二氟化氙，也可被氟或二氟化二氧等强氟化剂氧化成六氟化氙：

{\displaystyle {\rm {\ XeF_{4}+Xe{\xrightarrow {673K}}2XeF_{2}}}}
{\displaystyle {\rm {\ XeF_{4}+F_{2}{\xrightarrow {673K}}XeF_{6}}}}
{\displaystyle {\rm {\ XeF_{4}+O_{2}F_{2}{\xrightarrow {140-195K}}XeF_{6}+O_{2}}}}
- 四氟化氙是一种强氟化剂，在无水氟化氢中可将金属铂氟化成四氟化铂：

{\displaystyle {\rm {\ XeF_{4}+Pt{\xrightarrow {HF}}Xe+PtF_{4}}}}
它还能将稀土元素的三氟化物转化为四氟化物，将四氟化硫氟化成六氟化硫（反应较慢）。
- 四氟化氙能与多种有机物发生氟化反应，芳香族化合物主要发生取代反应：[5]

{\displaystyle {\rm {\ XeF_{4}+2CF_{3}CF=CF_{2}\rightarrow 2CF_{3}CF_{2}CF_{3}+Xe}}}
- 它在撞击或震动下都很稳定，不会爆炸性分解。但与有机物（例如四氢呋喃、二氧六环、丙酮、乙烯）接触时会剧烈反应而引起燃烧。如果与气态的乙醇或丙酮反应将发生爆炸。
- 氟磺酸中的-OSO2F是电负性很高的基团，可取代四氟化氙中的氟原子形成衍生物：

{\displaystyle {\rm {\ XeF_{4}+2HOSO_{2}F\rightarrow F_{2}Xe(OSO_{2}F)_{2}+2HF}}}
但后来化学家再次进行该实验时，只得到了二氟化氙的衍生物。这可能是过去使用的四氟化氙不纯造成的。
- 以下是四氟化氙参与的有机反应: